# Halo Legends
Halo Legends (яп. ヘイロー・レジェンズ) — это коллекция из 7 OVA, действие которых происходит во вселенной Halo.
Финансируемая компанией 343 Industries, курирующей франшизу, история была создана шестью японскими аниме-студиями: Bee Train, Bones, Casio Entertainment, Production I.G., Studio 4°C и Toei Animation. Синдзи Арамаки, создатель и режиссёр Appleseed и Appleseed Ex Machina, выступает в качестве творческого советника проекта. Warner Bros. выпустила Halo Legends на DVD и Blu-ray Disc 16 февраля 2010 года.

## Аниме

### Список серий
Несколько эпизодов были первоначально показаны на Halo Waypoint в указанную дату. Продолжительность эпизодов варьируется от десяти до двадцати минут.
| № | Название         | Дата премьеры           |
| --- | ---------------- | ----------------------- |
| 1 | «The Babysitter» | ноябрь 7, 2009          |
| От студии Studio 4°C. Эпизод рассказывает о команде из четырех десантников из ударных войск орбитального десантирования (УВОД), или «адских прыгунов». Команда состоит из рядового О’Брайена, мастер-сержанта Кортеза, капрала Тейлора Майлза (Датча) и капрала Чекмана. О’Брайена в качестве снайпера команды заменяет спартанец Кэл-141, и теперь он является запасным. Команду отправляют в зону Ковенанта под прикрытием метеоритного дождя, чтобы уничтожить Пророка. Капсула Чекмана сгорает во время посадки, а капсула О’Брайена падает в болото. Кэл спасает капсулу, но О’Брайен не благодарен из-за «классовой неприязни». Во время похода на насест группа натыкается на деревню, и Кэл записывает находки. Затем О’Брайен пытается убить Ворчуна, но на него нападает Брут. Кэл сражается с ним и сбрасывает его в водопад, а затем спасает О’Брайена, который снова едва не погибает. Однако О’Брайен все еще зол из-за того, что его откомандировали. На вершине горы Кэл выстраивается в линию, чтобы сделать выстрел, но его атакует вернувшийся Брут. Десантники убивают Брута, но находят Кэла тяжело раненным. О’Брайен снимает шлем и обнаруживает, что Кэл — женщина, и вынужден сделать выстрел, убив пророка. Кэл умирает от ран, но отдает О’Брайену данные о деревне. Позже он сокрушается о том, что позволил своему эго и гордости управлять собой, и о том, что так и не поблагодарил Кэл за спасение своей жизни. |                  |                         |
| 2 | «The Duel»       | ноябрь 23, 2009         |
| От студии Production I.G. История рассказывает об Арбитре, который не хочет следовать религии Ковенанта. Один из Пророков обвиняет Фала в ереси. Фал не сдается, и Пророк посылает другого Элита убить его жену, чтобы заманить его в ловушку. В конце-концов оба Элита сражаются в дуэли, убивая друг друга. Последние мысли Фала были о жене, за которую он отомстил. В результате действий Фала звание Арбитра лишается былого престижа и дается только сангхейли, опозорившим себя и Ковенант. |                  |                         |
| 3 | «The Package»    | декабрь 5, 2009         |
| От студии Casio Entertainment. На борту замаскированного человеческого корабля группа элитных суперсолдат, называемых спартанцами (Джон-117, Фредерик-104, Келли-087, Артур-079 и Соломон-069), получает от офицера разведки информацию о своей миссии. В системе застрял флот Ковенанта, который везет важный «контейнер», который спартанцы должны достать. Корабль разворачивается и перебрасывает спартанцев на небольших кораблях, называемых усиленными планёрами. Соломон обнаруживает контейнер на одном из кораблей, но слишком поздно понимает, что это обман; Соломон погибает, когда корабль уничтожается. Мастер Чиф догадывается, что их цель на самом деле находится на флагманском корабле Ковенанта. Артур погибает, пытаясь прикрыть Келли во время битвы, а остальные спартанцы поднимаются на борт корабля Ковенанта. Пробираясь через плотную оборону ковенантов, Джону-117 удается забрать контейнер с человеком — ученым Кэтрин Холси в крионическом сне, и они вдвоем спасаются через капсулу ковенантов. Оставшихся спартанцев забирает корабль-невидимка, и они покидают систему. На борту, Джон клянется, что больше никогда не позволит другим товарищам умереть. |                  |                         |
| 4 | «Origins»        | январь 1, 2010          |
| От студии Studio 4°C. После событий Halo 3 на борту корабля «Идущий к рассвету» искусственный интеллект Кортана и Мастер Чиф оказываются в затруднительном положении. Кортана размышляет о своем существовании и о том, что она узнала о благородной и древней расе, известной как Предтечи. Кортана рассказывает о событиях прошлого: тысячи лет назад Предтечи были великой цивилизацией, но на них напал паразитический Потоп. Предтечи недооценили Потоп, и к тому времени он распространился, получив знания о жизни, которую он поглотил. Хотя Предтечи храбро сражались, в конце концов они поняли, что это бесполезная борьба. Испробовав другие методы, они разработали оружие последнего действия: массив кольцевых мегаструктур, названных Ореолами, которые должны были уничтожить Потоп и его запасы пищи — всех разумных существ в галактике. В то время как Потоп и Предтечи были уничтожены в результате активации массива Ореолов, Предтечи засеяли жизнью всю галактику. Вторая часть Origins рассказывает о становлении человеческой цивилизации. Исследование и колонизация человечеством других миров совпадает с появлением Ковенанта — теократического союза инопланетных рас, поклоняющихся Предтечам и использующих их технологии. Ковенант начинает масштабную войну на уничтожение против человеческой расы. События Halo: Combat Evolved, Halo 2 и Halo 3 суммируются; группа Элиты Ковенанта вступает в союз с человечеством, чтобы остановить Потоп от повторного распространения в галактике, и долгая война между людьми и Ковенантом заканчивается. В настоящем Кортана загадочно предупреждает, что Ореол — лишь одна из многочисленных тайн галактики, прежде чем ее глаза станут красными, подразумевая, что она впадает в безумие. |                  |                         |
| 5 | «Homecoming»     | февраль 16, 2010 на DVD |
| От студии Bee Train. На Жатве силы ККОН прижаты Ковенантом. Спартанец под кодовым именем Дейзи-023 прибывает на место и помогает эвакуировать силы ККОН. Во время боя у Дэйзи возникают воспоминания о ее прошлом в проекте суперсолдат Спартанец. Когда она решает сбежать из проекта и вернуться домой, она находит свою замену-клона. Дейзи достает свое огнестрельное оружие, но не может убить клона и решает вернуться в армию. Клон дарит Дейзи маленького плюшевого мишку, похожего на того, что был у Дейзи до того, как ее взяли в проект Спартанец-II. В настоящем Дейзи погибает в результате безуспешной эвакуации. Её тело находит Мастер Чиф, который подбирает плюшевого мишку, кладет его ей в руки и закрывает ей глаза. |                  |                         |
| 6 | «Prototype»      | февраль 16, 2010 на DVD |
| От студии Bones. Сержант морской пехоты по прозвищу Призрак и его команда разрушителей посланы уничтожить прототип оружейного комплекса, чтобы предотвратить его попадание в руки Ковенанта. Не желая повторения своей последней миссии, в которой погиб весь его взвод, Призрак захватывает прототип тяжелого бронекостюма и использует его для прикрытия своего отряда во время эвакуации. Хотя Призрак наносит огромный урон силам Ковенанта, он сильно уступает им в численности и тяжело ранен. Когда последние эвакуационные корабли улетают, он использует самоуничтожение костюма, чтобы уничтожить ближайших ковенантов и завершить свою миссию. Костюм-прототип взрывается ядерным взрывом, убивая Призрака и всех окружающих Ковенантов. |                  |                         |
| 7 | «Odd One Out»    | февраль 16, 2010 на DVD |
| От студии Toei Animation. Эпизод является пародией на вселенную Halo и не является каноном . Он рассказывает о приключениях Спартанца-1337, члена отряда Мастера Чифа, который страдает как от сильного самомнения, так и от ужасного невезения, хотя сам по себе является довольно компетентным бойцом. Он случайно оказывается на планете после того, как выпал из своего транспорта. Планета населена динозаврами и группой детей, двое старших из которых обладают сверхчеловеческой силой. Ковенант испытывает свое новейшее оружие — звероподобного воина по имени Плутон. 1337-й и дети сопротивляются, но их одолевают. Однако корабль детей (чей ИИ они называют «Мама») запускает чудовище в пространство скольжения. Обнаружив на планете присутствие неизвестного ИИ, Чиф предлагает забрать его, но Кортана отговаривает его, объясняя, что такой древний ИИ не выдержит переноса. 1337-й направляется к точке встречи, но его уносит птеродактиль. |                  |                         |

DVD, выпущенный в 2010 году, содержит другую последовательность эпизодов.
1. Origins I
2. Origins II
3. The Duel
4. Homecoming
5. Odd One Out
6. Prototype
7. The Babysitter
8. The Package

#### Саундтрек
Саундтрек был составлен различными композиторами, такими как Тэцуя Такахаси и Ясухару Таканаси. Хотя саундтрек содержит в основном ремиксы оригинальных работ Мартина О’Доннелла и Майкла Салватори, он также имеет некоторые оригинальные работы собственного производства.
| №   | Название                   | Длительность |
| --- | -------------------------- | ------------ |
| 1.  | «Ghosts of Reach»          | 1:22         |
| 2.  | «Brothers in Arms»         | 1:41         |
| 3.  | «Truth and Reconciliation» | 5:57         |
| 4.  | «Opening Suite 1»          | 0:58         |
| 5.  | «Opening Suite 2»          | 2:26         |
| 6.  | «Halo»                     | 2:21         |
| 7.  | «Desperate Measures»       | 1:56         |
| 8.  | «Cairo Suite 1»            | 2:09         |
| 9.  | «Delta Halo Suite»         | 5:19         |
| 10. | «Machines and Might»       | 1:01         |
| 11. | «Remembrance»              | 1:12         |
| 12. | «Blade and Burden»         | 1:06         |
| 13. | «Steel and Light»          | 1:15         |
| 14. | «Impend»                   | 0:50         |
| 15. | «True Arbiter»             | 2:42         |
| 16. | «The Maw»                  | 1:08         |
| 17. | «Unforgotten»              | 2:38         |
| 18. | «Shattered Legacy»         | 0:59         |
| 19. | «Out of Darkness»          | 1:10         |
| 20. | «High Charity Suite 2»     | 2:33         |
| 21. | «Into Light»               | 0:35         |
| 22. | «Sacred Icon Suite 2»      | 1:42         |
| 23. | «Rescue Mission»           | 1:16         |
| 24. | «The Last Spartan»         | 2:26         |
| 25. | «High Charity Quartet»     | 0:59         |
| 26. | «Here in Peril»            | 1:09         |
| 27. | «Earth City»               | 3:25         |
| 28. | «Risk and Reward»          | 0:49         |
| 29. | «Exit Window»              | 2:29         |
| 30. | «Finale 2»                 | 1:20         |